# Maják Vardø
Maják Vardø (norsky: Vardø fyr) je pobřežní maják, který stojí na severním pobřeží ostrova Hornøya nad přístavem Vardø oblasti Vardø v kraji Finnmark v Norsku. Je to nejvýchodněji položený maják Norska.
Maják je činný od 12. srpna do 24. dubna v období polární noci.

## Historie
Maják byl založen v roce 1896. V období druhé světové války byl zničen a obnoven v roce 1951. V roce 1991 byl maják automatizován a ukončena stálá přítomnost obsluhy.
V roce 1976 byl instalován Nautofon.
Maják je ve správě Norské pobřežní správy, je dostupný pouze lodí.
Maják se nachází v přírodní rezervaci.

## Popis
Na bílé betonové základně je postavena pyramidální dřevěná věž s ochozem a lucernou nahoře . K majáku patří dům strážce majáku a hospodářské a technické budovy. Věž je krytá eternitovými deskami, lucerna je válcová z litiny. Věž má bílý nátěr, lucerna je červená. V lucerně byla Fresnelova čočka nahrazena reflektorem PRB.
Pro vysokou kulturní a architektonickou hodnotu je maják od roku 1998 kulturní památkou.

## Maják v umění
Norský malíř Peder Balke namaloval v roce 1855 obraz Maják na norském pobřeží (norsky: Fyr på den norske kyst) známý spíše pod názvem Maják Vardø. Protože obraz pochází z doby, kdy ve Vardø nebyl maják, není zachycen maják historický ani současný. Obraz zachycuje romantickou dramatizaci přírodních sil.
V letech 1975–1987 byla rytina obrazu tištěna na tisíci korunových norských bankovkách.

## Data
zdroj
- výška světla 77,2 m n. m.
- dosvit 23 námořních mil
- záblesk bílého světla v intervalu 30 sekund
- sektor 126°–30°
- svítivost 1 809 000 cd

označení
- Admiralty: L4210
- ARLHS: NOR-267
- NGA: 14616
- NF: 9685

## Galerie

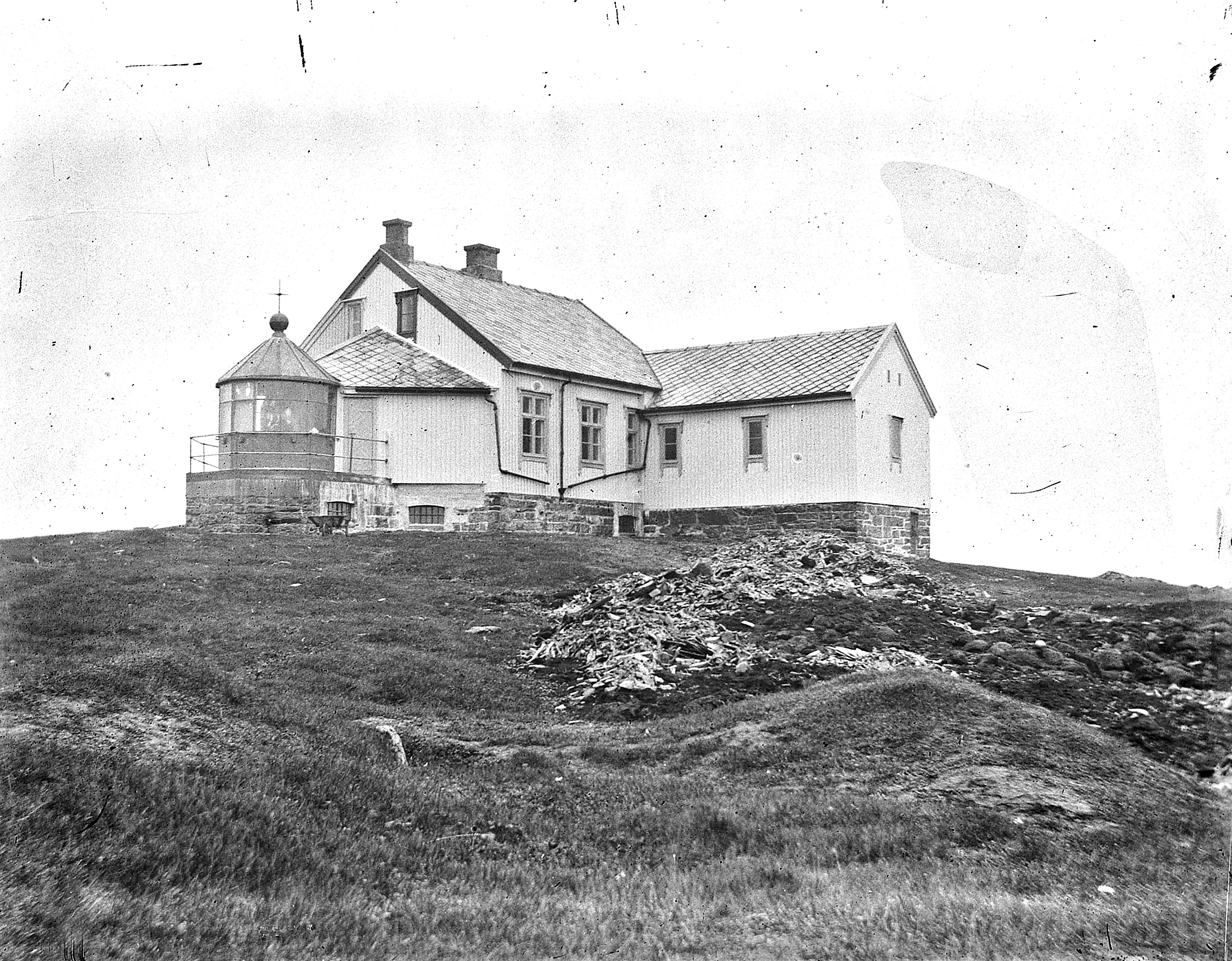
Původní maják
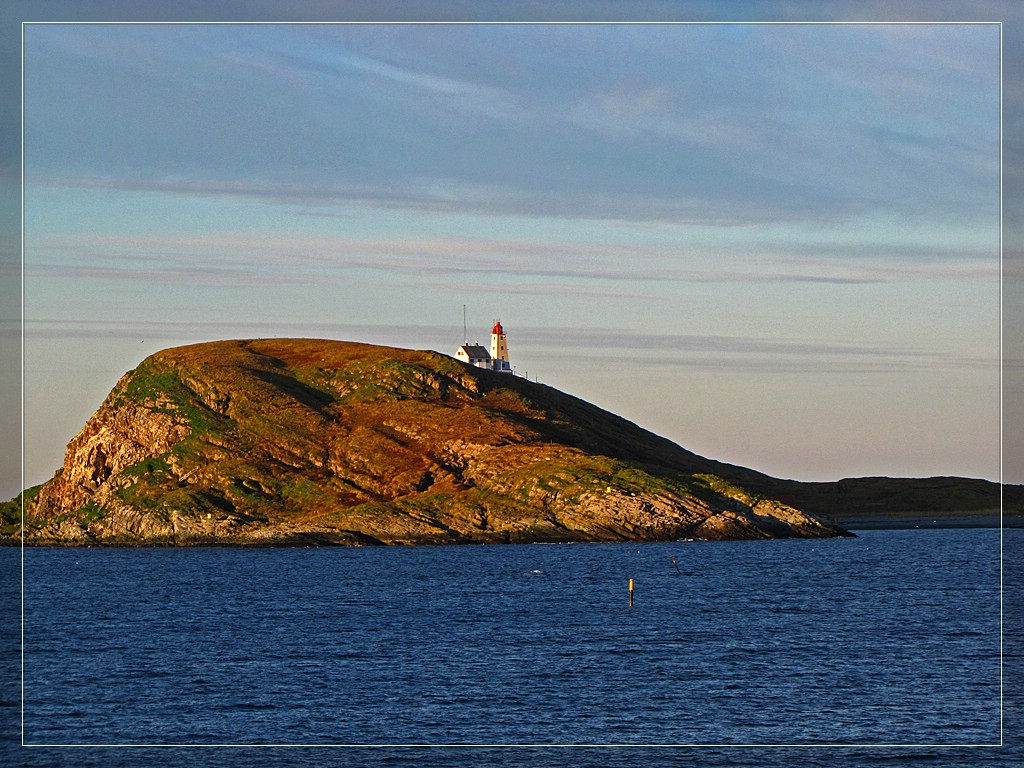
Maják na ostrově Hornøya
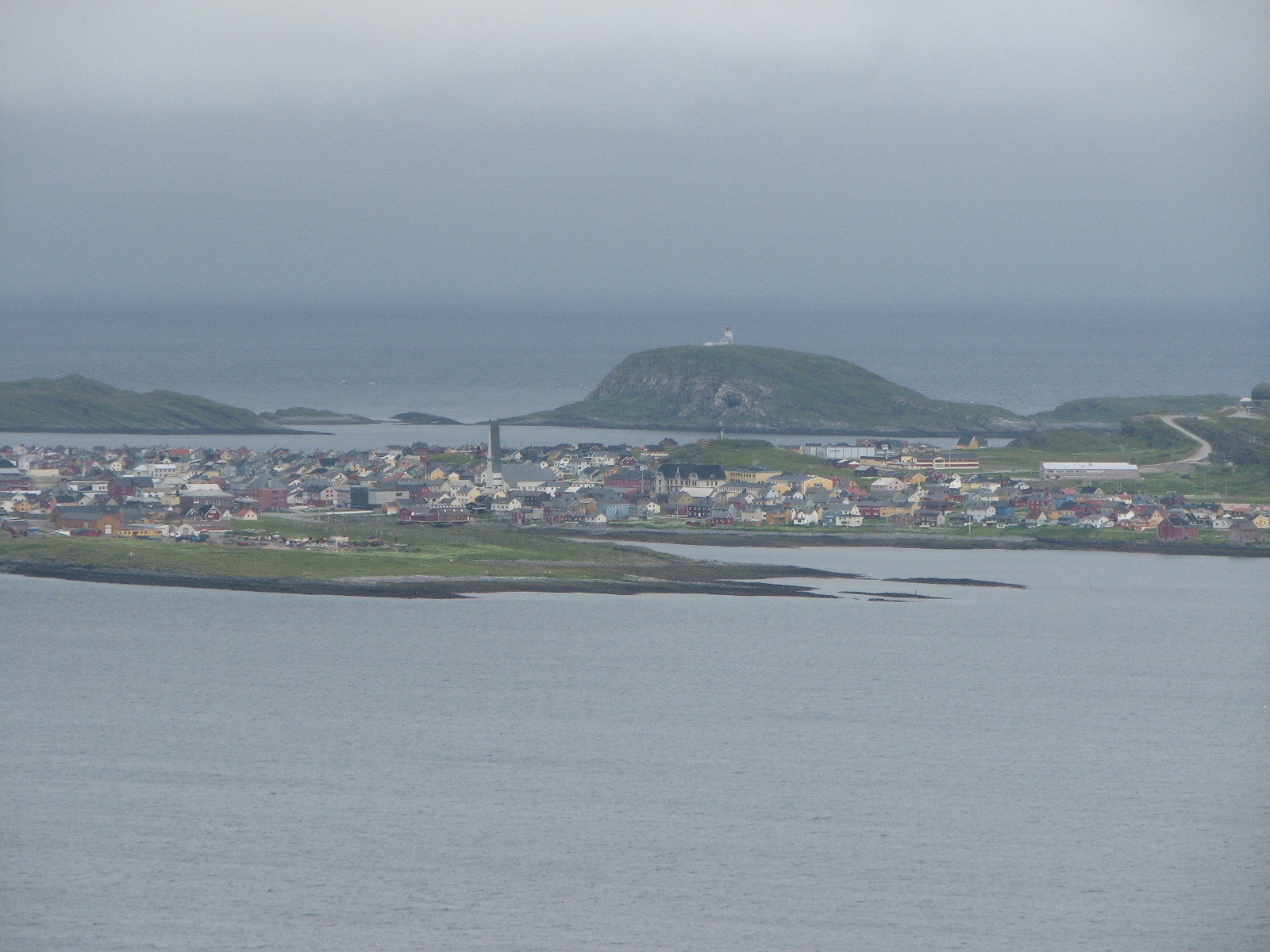
Pohled na přístav Vardø a ostrov Hornøya
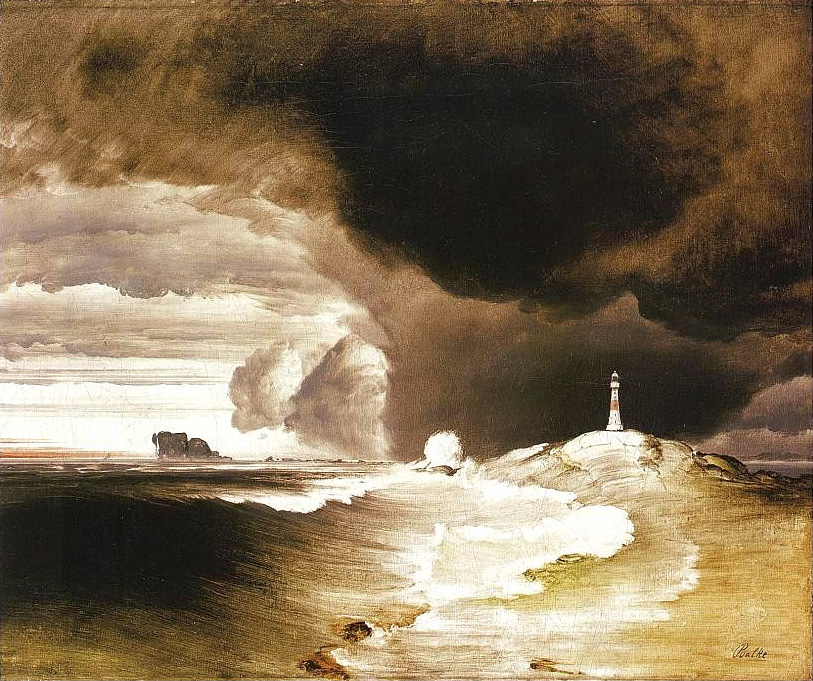
Obraz Pedera Balkeho Maják na norském pobřeží.